# Олексюк Ігор Петрович
І́гор Петро́вич Олексю́к — полковник 56 ОМПБр Збройних сил України, учасник російсько-української війни, що відзначився під час російського вторгнення в Україну в 2022 році.

## Біографія
Народився в селищі Підкамінь, що на Львівщині, де й провів дитинство. Середню освіту здобув у місцевій школі, яку закінчив з відзнакою.
Вирішив здобути військову професію. Службовий шлях тривав майже 31 рік. За його плечима участь у миротворчій місії під керівництвом НАТО у Югославії, служба на посаді начальника штабу 128 ОГШБр.
Згодом життєва стежина привела в Мукачево, де й проживав зі сім'єю.
2014 року після початку російської агресії повернувся до лав ЗСУ і служив на різних посадах, в тому числі начальника командного центру ОТУ.
Загинув 9 серпня 2022 року під час обстрілу на сході України.
Залишилися дружина та двоє дітей.

## Нагороди
- орден Богдана Хмельницького III ступеня (2022) — за особисту мужність і самовіддані дії, виявлені у захисті державного суверенітету та територіальної цілісності України, вірність військовій присязі.